# Monopsoni
Un monopsoni, també anomenat monopoli de demanda, és una situació de fallada de mercat on hi ha un únic consumidor i diversos oferents. Aquest consumidor (demanda) té el control absolut sobre els preus dels productes o serveis, de manera que exerceix una gran pressió sobre el mercat. Així, una empresa o país pot afectar el preu de venda canviant la quantitat que es compra a cada oferent. Per això, els productors s'han d'adaptar a les exigència del consumidor tant en la quantitat, com en el preu dels productes. Conseqüentment, els preus seran més baixos, i obtindrà més guanys que en un mercat competitiu.
El monopsoni i el monopoli estan estretament lligats; les empreses monopolístiques són alhora l'únic comprador de determinats productes, especialment primeres matèries o productes en procés d'elaboració.
El monopsoni, de la mateixa manera que el monopoli, es considera un mercat oposat al de competència perfecta. A la pràctica, no acostuma a tenir lloc en els mercats de consum final, ja que la demanda és més petita que en els mercats totals del producte. Sol presentar-se en mercats locals, reduïts o en situacions on l'estat hi intervé.
Un exemple clar de monopsoni és la indústria de l'armament pesant o l'obra pública, en la qual existeix una situació de competència entre els productors (fabricants de tancs, empreses constructores) i un sol consumidor (l'administració pública).

## Orígens del monopsoni
Els orígens del monopsoni es remunten a un article escrit per Joan Robinson inclòs en el seu llibre L'economia de la competència imperfecta (The Economics of Imperfect Competition, 1933), publicat per la Casa Editorial Macmillan & Co. de Londres.

## Tendència actual
En l'actualitat, el monopsoni és poc comú. Els treballadors poden viatjar llargues distàncies fins a trobar un lloc de treball, per això que la major part de les persones tenen més d'un possible perfil. Però les empreses que són contractants dominants en comunitats aïllades, tenen una corba d'oferta de treball amb pendent positiva, i per tant, tenen un cost marginal de treball que supera la taxa salarial. Encara que en aquestes situacions també existeix un sindicat.

## El poder del monopsoni
El grau de poder del monopsoni depèn de 3 factors:
- Elasticitat de l'oferta del mercat: com menys elàstica sigui l'oferta del mercat, major serà el poder del monopsoni.
- Nombre de compradors: com més petit sigui el nombre de compradors, l'elasticitat de l'oferta serà menor i, per tant, el poder del monopsoni serà major.

Si l'oferta de treball és molt elàstica, el monopsoni té més poder per disminuir la taxa salarial la qual cosa provoca l'augment dels beneficis.
- Relacions entre els compradors: com menys competeixin els compradors entre si, major és el poder del monopsoni.

## El monopsoni i el mercat de treball
En un model competitiu l'empresa parteix d'un salari (w) i uns preus (p) determinats, mitjançant els quals decideix la quantitat (q) que maximitza els seus beneficis.
La corba d'oferta de treball per a les empreses competitives és horitzontal, és a dir, al salari d'equilibri del mercat pot contractar tants treballadors com desitgi. El cost marginal de contractar a un treballador més equival a aquest salari (w).
Si una empresa decideix reduir els salaris, els treballadors deixarien l'empresa immediatament, ja que la corba d'oferta de treball és perfectament elàstica.
Quan en alguns dels mercats de treball es trenquen involuntàriament el vincle entre treballador i empresa, els dos surten perjudicats d'aquesta situació. Existeixen rendes d'ocupació d'un lloc de treball.
En la situació de monopsoni existeixen rendes per l'ocupació d'un lloc de treball i l'empresa té el poder de fixar els salaris als seus treballadors. L'empresa ha de pagar salaris més alts si vol atreure més treballadors. Per tant, ha d'escollir un nombre de treballadors fixant així un determinat salari, o bé determinar el salari dispost a pagar i, conseqüentment, contractar fins a un determinat nombre de treballadors. En aquest cas la corba d'oferta de treball té pendent positiu.
En aquest sentit, el terme monopsoni no fa referència a l'existència d'un únic comprador en el mercat de treball. Segons Alan Manning podem considerar que el monopsoni és una situació on les empreses exerceixen algun grau de poder de mercat en el mercat de treball; és a dir, la corba d'oferta de treball per una empresa individual no és infinitament elàstica, sinó que té un determinat pendent positiu. Cal considerar llavors, el cas extrem del monopsoni on existeix una única empresa demandant de treball. El cas més comú és un poble on tota la seva població treballa per a la seva única empresa.
Manning se centra en l'existència de dues idees fonamentals; en primer lloc fa referència a l'existència de friccions, és a dir, a diferència la mobilitat dels treballadors entre empreses és costosa, existeixen problemes d'informació i no tothom té les mateixes preferències. En segon lloc, assegura que les empreses són capaces de fixar salaris.

### Model simple de monopsoni

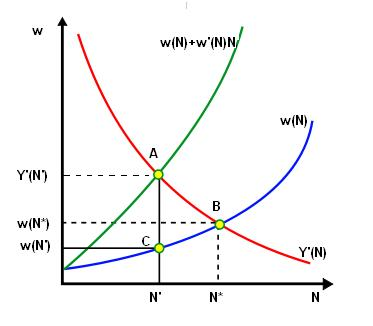
Una empresa maximitza els seus beneficis quan els seus treballadors i quan el cost marginal del treball w(N)+w'(H)N és igual al valor del producte marginal del treball Y'(N) en el punt A.
El salari es determina en el punt on el salari és igual al nombre de treballadors N' en el punt C. Si contracta menys treballadors que N' no opta a tenir els màxims beneficis. El salari pagat als treballadors és inferior al valor del producte marginal.
En canvi, en un mercat competitiu l'equilibri es trobaria en el punt B, on l'oferta és igual a la demanda, és a dir, el nombre de treballadors seria i el seu salari.

La corba d'oferta de l'empresa té pendent positiva i relaciona el salari que paga {\displaystyle W} amb el nombre d'empleats {\displaystyle N}. El nombre de treballadors depèn per tant, del salari {\displaystyle w}; {\displaystyle N(w)}. Els costos laborals totals s'obtenen multiplicant el salari pel nombre de treballadors; {\displaystyle w(N)N}.
La funció d'ingressos d'una empresa depèn directament del nombre de treballadors; {\displaystyle Y(N)}. Per tant, l'empresa triarà el nombre de treballadors que maximitzi els seus beneficis. Restant els costos als ingressos s'obté el benefici (B) de l'empresa.

{\displaystyle B=Y(N)-w(N)N\,\!}
A partir d'aquestes funcions es dedueix la condició de primer ordre:

{\displaystyle Y'(N)=w(N)+w'N)N\,\!}

on {\displaystyle Y'(N)} és el valor del producte marginal del treball, és a dir, en quantes unitats augmenta el valor del producte quan augmenta el nombre de treballadors.

{\displaystyle w(N)+w'(N)N} és el cost marginal del treball, és a dir, el que costa produir una unitat més.
El cost marginal depèn de dues variables: {\displaystyle w(N)} que és el salari i 

{\displaystyle w'(N)N} que és l'augment del salari quan incrementa una unitat el treball.
Existeixen diferents tipus de monopsonista: 
- Monopsonista no discriminador: els salaris són iguals per a tots els treballadors.
- Monopsonista discriminador: existeixen diversos salaris entre els treballadors.

#### El monopsonista no discriminador
En una situació on el monopsonista és no discriminador el resultat és el següent:
Les propietats del cost marginal de contractar pel monopsonista: 
- El pendent és positiu.
- El salari és superior que el que determina la corba d'oferta de treball, és a dir, els treballadors són pagats per sobre del seu salari de reserva.
- El cost marginal creix més ràpid que el salari que és pagat als treballadors.

#### El monopsonista discriminador
En una situació de monopsoni discriminador, els treballadors poden tenir diferents salaris. Contractar un treballador més implica pagar-li el seu salari d'oferta, però sense afectar la resta de salaris. Conseqüentment, el cost marginal de contractar és igual a la corba d'oferta de treball.
Es contracta igual que si ens trobéssim en un mercat competitiu, ja que la corba de demanda de treball és la mateixa que la d'una empresa competitiva. Tot i això, el que els diferencia dels mercats competitius és la diversitat de salaris, ja que no tots reben la mateixa quantitat de diners.

#### Salari mínim

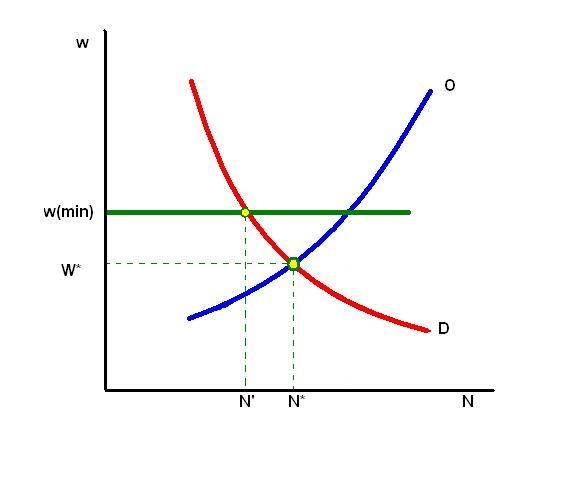
Quan el salari és superior al salari d'equilibri w*, les empreses estan disposades a contractar menys treballadors. L'excés de treballadors sobre la demanda implica més competència i això farà que els salaris baixin.
Perquè el salari mínim que s'estableix tingui algun efecte ha d'estar per sobre del salari d'equilibri. Per a nivells d'ocupació que són menors al nombre de persones treballant en equilibri quan s'estableix un salari mínim, la corba d'oferta es torna horitzontal. El resultat és una menor l'ocupació N' a un salari més elevat que el que determina el mercat N*. Alguns treballadors perden el seu lloc de treball fent créixer l'atur.

En el mercat competitiu es caracteritza per:
- Els beneficis de l'empresa es maximitzen a partir de la utilitat dels treballadors.
- La informació és perfecte.
- Hi ha molts compradors i venedors.
- La mobilitat entre els llocs de treball no implica costos.

La intenció de les lleis de salari mínim és millorar la situació dels treballadors que estan menys qualificats, tant per manca d'estudis com d'experiència. Per exemple, un increment del salari mínim no té efectes negatius en aquells treballs on els joves tenen poques oportunitats. Per tant, és eficient establir salaris mínims en determinats treballs amb personal menys qualificats, com per exemple cadenes de menjar ràpid. Tot i així, aquestes lleis no afecten a tots els mercats laborals.
El salari mínim en el monopsoni no només pot incrementar els salaris sinó que també el nivell d'ocupació. Quan el govern estableix un salari mínim {\displaystyle w(min)} superior al salari d'oferta en una situació de monopsoni, la corba d'oferta i la del cost marginal canvien.
En establir un salari mínim, la quantitat de treball ofert al salari mínim augmenta, per tant l'empresa pot contractar els treballadors que desitgi a aquest salari. En cas que el salari mínim sigui més elevat que el salari del monoposonista i menor al salari d'equilibri l'empresa contractarà més treballadors que en la situació de monopsoni, concretament {\displaystyle N(w(min))}. En el cas que contracti un nombre de treballadors més elevat, la corba d'oferta i el cost marginal no es veuen afectats per aquest salari, per tant, és difícil que l'empresa excedeixi d'aquest nombre de treballadors.
El govern pot establir el salari mínim òptim, que permet maximitzar els guanys d'ocupació i salari.

## Monopsoni i el sindicat
Els sindicats poden augmentar el salari dels seus afiliats:
- Augmentant la demanda del factor treball sindicat:  poden aconseguir augments salarials i d'ocupació.
- Restringint l'oferta de treball: per aconseguir un salari més elevat, tot i que això comporta un menor nombre de treballadors contractats.
- Negociant un salari més elevat que el d'equilibri: com que el nombre de treballadors es redueix, hi ha una pèrdua d'eficiència. Com més elàstica sigui la demanda de treball major serà la reducció de la contractació d'empleats. El sindicat tractarà de reduir l'elasticitat de la demanda.

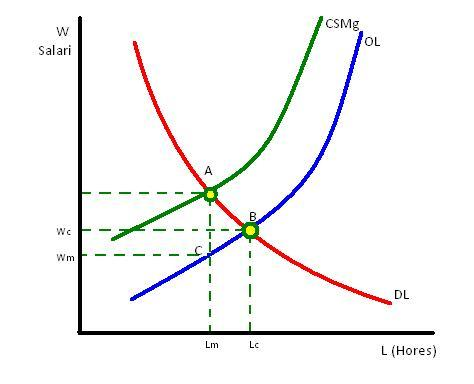
Els sindicats lluiten per aconseguir un salari més elevat (punt A) que els que les empreses volen pagar, Wm (punt C). A través d'una sèrie de negociacions, s'estableix el salari definitiu, Wc (punt B).

En un monopsoni, el comprador és qui determina el preu. Si existeix un sindicat que comença a operar en un mercat de treball de monopsoni, aquest actua com un monopoli: determina l'oferta de treball i actua com un sol venedor de treball. Aquesta situació es denomina monopoli bilateral. En el monopoli bilateral, la taxa salarial es determina a través de negociacions. El monopsoni és lliure per determinar la taxa salarial i el nivell d'ocupació.
Per exemple, es contracten 10 hores de treball a un salari de 3 euros l'hora. El sindicat, que representa als treballadors, està d'acord amb mantenir les 10 hores, tot i que intentarà aconseguir el salari més alt que pugui obligar a pagar a l'empresa. Aquesta taxa salarial és igual a l'ingrés del producte marginal de treball, per exemple de 10 euros l'hora. És poc probable que el sindicat obtingui l'augment de la taxa salarial fins als 10 euros l'hora. Però també és poc probable que el sindicat accepti un salari de 3 euros. L'empresa de monopsoni i el sindicat negocien el salari i el resultat es troba entre 3 i 10 euros per hora. El resultat de la negociació dependrà dels costos que cada part haurà de pagar a l'altra a conseqüència de no arribar a un acord. Si les dues parts són iguals de fortes i es donen compte d'això, acordaran 6,5 euros l'hora. Si una de les parts és més forta que l'altra, el salari acordat afavorirà a la part més forta. Generalment, s'arriba a un acord sense vaga o tancament patronal. L'amenaça quasi sempre és suficient perquè les parts negociadores arribin a un acord.

### Monopoli bilateral
Quan un mercat s'enfronta a un monopsonista i a un sindicat monopolista, el salari i el nivell d'ocupació estan indeterminats. L'empresa voldrà establir el salari més baix possible, mentre que el sindicat buscarà el salari més alt possible. El resultat dependrà de la negociació.

#### Model de negociació
El poder de negociació pot ser més petit d'1 si és més costós acceptar les condicions que no pas no acceptar-les; o més gran d'1 si és més costós no acceptar les condicions que acceptar-les. En el primer cas, es tendirà per rebutjar-les, i en el segon a acceptar-les.
- El cost de no acceptar per part de la direcció

Consisteix en la pèrdua estimada de beneficis que obtindria durant la vaga que podria produir-se si rebutja el salari proposat pel sindicat; depèn de la probabilitat que la vaga es dugui a terme i de la seva durada.
- El cost d'acceptar per part de la direcció

Consisteix en la reducció estimada dels beneficis que experimentaria per pagar un salari superior al previst.
- El cost de no acceptar per part dels sindicats

Consisteix en la pèrdua d'ingressos salarials en cas de vaga. Igual que el cost de no acceptar per part de la direcció, depèn de la probabilitat que la vaga es dugui a terme i de la seva durada.
- El cost d'acceptar per part dels sindicats

Consisteix en la reducció estimada dels ingressos salarials degut a acceptar el salari més baix ofert per l'empresa.

## Avantatges del monopsoni
El principal avantatge del monopsoni és que la manera d'entendre el mercat laboral és més “natural” i menys forçada. Actualment, les teories dels economistes que tracten el mercat laboral, tenen moltes anomalies que han d'explicar. El resultat no sempre és convincent.
Pensar que el mercat laboral és un mercat monopsonista concorda amb la idea que els mateixos agents tenen d'aquest mercat. Els treballadors no perceben el mercat laboral com un mercat sense friccions ni canvis; canviar, aconseguir o perdre un treball són la rutina de la vida. A més, els empresaris consideren que tenen poder per establir els salaris. Els empresaris es basen en el consell del departament de recursos humans a l'hora d'establir els salaris per atreure i retenir els treballadors.
És fàcil donar alguns exemples sobre com el model de monopsoni pot facilitat la feina dels economistes en l'estudi del mercat laboral.
El fet que els salaris variïn àmpliament entre treballadors que tenen el mateix lloc de treball és el resultat que la de la competitivitat no és suficient per fer impossible la contractació per fer contactar al salari d'equilibri. Quan més alt sigui el salari que rep un treballador, menor serà la probabilitat que aquest busqui un altre treball, perquè estan satisfets amb la seva remuneració.
A la vida real, no existeix una correlació estricte entre la qualitat dels treballadors, el seu salari i les característiques dels empresaris. Això és exactament el que passa en el mercat del monopsoni. El mateix passa quan els empresaris decideixen formar els seus treballadors en coneixements específics que només són aplicables a la mateixa empresa. El treballadors no tenen dret a queixar-se o negar-se tot i estar pagant indirectament aquesta formació, tal com passa en la situació de monopsoni.
En observar que hi ha treballadors discriminats com les dones o els joves, que tenen un salari inferior que el que té una altra persona en el seu mateix lloc de treball.

## Desavantatges del monopsoni
Molts economistes es neguen a entendre el mercat laboral com un mercat monopsonista, afirmant que a curt termini la corba d'oferta del mercat laboral és perfectament elàstica tal com assumeix el model de competència perfecta. La majoria dels economistes pensen que els models són simplificacions de la realitat i que no poden reflectir-la perfectament, però que les diferències són prou petites com per ser tolerades.
El problema és conèixer quant d'imperfecte és el model de competència perfecta que dependrà de quant s'allunyi l'elasticitat de la corba d'oferta de treball respecte a la suposada corba d'oferta perfectament elàstica.
Molts economistes pensen que es necessita una gran quantitat d'empresaris per tenir més poder de mercat. Aquesta idea queda refutada perquè la disminució dels salaris en un 1% no provoca que els treballadors deixin la feina immediatament.
Altres economistes pensen que la ràtio de treballadors que canvien de feina és molt elevada i dificulta que l'empresa retingui els seus treballadors. Això també es descarta perquè aquestes fluctuacions no fan que gent marxi d'una empresa, sinó perquè aquestes tenen un impacte en els salaris, i conseqüentment, la gent té més incentius per busca una feina amb un salari superior.
Altres economistes pensen que l'oferta de treball a les empreses és irrellevant, perquè creuen que el més habitual és que els empresaris no contracten els treballadors que volen salaris més alts.

## Tipus de monopsoni

### Oligopsoni
Un oligopsoni (del grec ὀλίγοι (oligoi) "poc" + ὀψωνία (opsōnia) "compra") és una situació de mercat que es produeix quan el nombre d'oferents excedeix en gran manera el nombre de consumidors. A diferència del monopsoni, aquí trobem més d'un comprador amb possibilitat d'exigir un determinat preu als productors. Per tant, els majors beneficis aniran pels consumidors, mentre que els dels productors es veuran minvats. L'oligopsoni serà una situació de competència imperfecta.
Un bon exemple d'oligopsoni és present a la indústria de menjar ràpid, en la qual un petit nombre de grans compradors (per exemple McDonald's, Burger King o Wendy's) controla el mercat de la carn en EUA. Aquest control permet a aquestes grans companyies dictaminar el preu a pagar als productors per la carn.

### Duopsoni
Un duopsoni (del grec (dúo) "dos"+ (opsōnia) "compra") és una situació de mercat en la que hi ha únicament dues grans empreses compradores d'un únic producte o servei. Aquests participants poden exercir gran influencia sobre els venedors amb l'objectiu de disminuir els preus de mercat.
Per exemple, imaginem un poble que únicament té dos restaurants operatius. Ara bé, el restaurant podrà oferir salaris més baixos als cambrers i als xefs degut a la relativa facilitat dels restaurants per trobar nous empleats. Per tant, tant els cambrers com els xefs es veuen en l'obligació d'acceptar aquest baix salari si no volen perdre la seva feina. Això ens demostra que aquestes dues empreses duopsonistes, a més a més, poden exigir salaris més baixos.

### Competència monopsonista
La competència monopsonista és una situació de mercat que es produeix quan pocs consumidors competeixen entre ells atorgant diversos privilegis als oferents, tals com crèdits per la producció, regals o publicitat, amb l'objectiu d'aconseguir els millors productes.

## Administració pública
Una administració pública s'enfronta a les mateixes dificultats que els mercats no laborals, específicament en els mercats de béns intermedis que després seran venuts a grans empreses. S'ha discutit que la integració vertical, és a dir, internalitzar la producció de l'empresa, potser és la millor solució per reduir les ineficiències de les restriccions monopsonistes.
A Austràlia, la indústria farmacèutica pot ser vista como un tipus de monopsoni, ja que és el Commonwealth government el principal comprador de productes a través de la Pharmaceutical Benefits Scheme (PBS).